# Lingerie Football League
A Lingerie Football League, mint annyi liga a női amerikai futball történetében, egy bemutató mérkőzésből alakult. Ez a bemutató mérkőzés a 2004-es Super Bowl idején volt, ám attól függetlenül. A műsor pay-per-view, vagyis fizetős műsortartalomként tekinthető meg, 20 dollárért. A PPV szolgáltatás leginkább filmeket, sporteseményeket és pornófilmeket tesz elérhetővé, pénzért.
Az első Lingerie Bowl két részt vevő csapata a Team Dream és a Team Euphoria volt. Előbbit Lawrence Taylor, a New York Giants linebackere készítette fel a mérkőzésre, az utóbbi trénere pedig Eric Dickerson volt, egy NFL futójátékos, aki a Los Angeles Rams, az Indianapolis Colts, a Los Angeles Radiers és az Atlanta Falcons csapatában játszott. A győztes a Team Euphoria lett, mely 6-0-ra nyerte a találkozót.
Ebből a meccsből nőtt ki a Lingerie Football League, először négy csapattal: Los Angeles Temptation (a korábbi Team Dream), New York Euphoria (a korábbi Team Euphoria), Dallas Desire és Chicago Bliss. Az első mérkőzés főszponzora a Dodge autómárka volt, azonban a cég a kritikák miatt kihátrált a fehérnemű bemutató mögül. Az egy meccses showból a tulajdonos Horizon Pictures egy reality műsort csinált 2008-ra, mely végigköveti a bajnokság történéseit. A társaság a Fox Networkkel próbál megállapodni ennek a sugárzásáról, hogy felpezsdítse a liga körüli állóvizet.
A második szezon négy csapattal zajlott le és összesen három meccsből állt, melyből a harmadik a döntő volt. Ezen a Los Angeles győzött a New York ellen, természetesen a Super Bowl szünetében.
2006-ban ugyancsak a Los Angeles és a New York jutott a döntőbe, azonban a New York a két korábbi vereség után meg tudta szerezni az első címét a 13-12-es sikerrel.
2007-ben aztán megkezdődtek a bajok. A Lingerie Bowl IV hetében a Horizon Pictures szóvivője közölte, hogy a tervezett döntő elmaradt. A cég azzal indokolt, hogy gondok adódtak a PPV-ről kábelre való átállással. Ez pedig csak egyet jelenthet: senkit sem érdekelt a dolog. Ugyanis a PPV rendszerében előre jelezni kell az adott műsorelemekre az igényt, és mivel a Horizon nem kapott elég megrendelést, megpróbálta a műsort egészben eladni egy kábeltévének, amely a bevételt a teljes műsorra vonatkozó előfizetésből kapja.
2008-ban aztán megint csak elmaradt a Lingerie Bowl, pedig a liga a már 2005-en beígért 8 csapattal reklámozott. A már meglévő négyhez az Atlanta Steam, a Las Vegas Sin, a Miami Caliente és a San Francisco Seduction csatlakozott. Hogy nagyobb legyen a hírverés, a LFL a döntő házigazdájának Jenna Jamesont, a pornólegendát kérte fel. A házigazda szerep csak amolyan vészmegoldás volt, hiszen eredetileg irányítót szerettek volna faragni Jennából, azonban a biztosítótársasága eltiltotta a futballtól, lévén arra nem terjed ki a biztosítása. A 2007-es fiaskó után mindent meg akartak tenni, hogy 2008-ban jól süljenek el a dolgok, így két korábbi NFL rosszfiút, Jim McMahont (irányító) és Brian Bosworth-öt (LB) kérték fel edzőknek. Sőt, a helyszín már egy évre előre megvolt, méghozzá Scottsdale, vagyis a Super Bowl helyszíne. Tehát szakítottak a korábbi helyszínnel, a Los Angeles Memorial Coliseummal. A 2007. augusztusi nyilvános játékos meghallgatáson 200 nő vett részt. Ezek után hidegzuhanyként jött a hír, amikor a Horizon ismét bejelentette, hogy a Lingerie Bowl elmarad. A felelős ezúttal Scottsdale városa volt, mely túl hosszan tanakodott az engedélyezés felett, és végül nagyon kevés időt hagyott egy új helyszín keresésére. Hiába volt tehát mindennemű felhajtás, a fehérneműs hölgyeknek egy újabb évet kell várniuk, hogy egymásnak eshessenek.
A csapatok egyébként szinte kizárólag modellekből és Playboy lányokból állnak, de korábban modellként dolgozó színésznők is be-beállnak labdázni. Így például Angie Everhart, Sylveser Stallone korábbi, Joe Pesci jelenlegi jegyese, de találkozhatunk Big Brother lakóval (Jen Johnson) is.